# NGC 1480
Coordenadas:  03h 54m 32s, −10° 15′ 30″
NGC 1480 é um objeto inexistente na constelação de Eridanus. O objeto celeste foi descoberto em 1886 pelo astrônomo norte-americano Frank Muller.